# Phyllozetes longifolius
Phyllozetes longifolius är en kvalsterart som beskrevs av Nambiyath Puthansurayil Balakrishnan 1986. Phyllozetes longifolius ingår i släktet Phyllozetes och familjen Cosmochthoniidae. Inga underarter finns listade i Catalogue of Life.